# Campeonato Mundial de Natação em Piscina Curta de 2022 - 100 m borboleta masculino
A prova dos 100 metros nado borboleta masculino do Campeonato Mundial de Natação em Piscina Curta de 2022 foi disputada entre os dias 17 e 18 de dezembro de 2022, no Melbourne Sports and Aquatics Centre, em Melbourne, na Austrália.

## Recordes
Antes desta competição, os recordes mundiais e do campeonato nesta prova eram os seguintes:
|                       | Nome           | Nacionalidade  | Tempo | Local     | Data                   |
| --------------------- | -------------- | -------------- | ----- | --------- | ---------------------- |
| Recorde mundial       | Caeleb Dressel | Estados Unidos | 47.78 | Budapeste | 21 de novembro de 2020 |
| Recorde do campeonato | Chad le Clos   | África do Sul  | 48.08 | Windsor   | 8 de dezembro de 2016  |

## Medalhistas
| Ouro               | Prata             | Bronze             |
| Chad le Clos (RSA) | Ilya Kharun (CAN) | Marius Kusch (GER) |

## Cronograma
Todos os horários são locais (UTC+11). 
| Data           | Hora  | Evento        |
| -------------- | ----- | ------------- |
| 17 de dezembro | 12:16 | Eliminatórias |
| 17 de dezembro | 20:22 | Semifinal     |
| 18 de dezembro | 19:42 | Final         |

## Resultados

### Eliminatórias
As eliminatórias ocorreram no dia 17 de dezembro com início às 12:16.
| Colocação | Bateria | Raia | Nadador                 | Nacionalidade          | Tempo   | Notas            |
| --------- | ------- | ---- | ----------------------- | ---------------------- | ------- | ---------------- |
| 1         | 6       | 4    | Noè Ponti               | Suíça                  | 48.81   | Q,               |
| 2         | 7       | 4    | Matteo Rivolta          | Itália                 | 49.43   | Q                |
| 3         | 6       | 5    | Youssef Ramadan         | Egito                  | 49.64   | Q                |
| 4         | 7       | 2    | Ilya Kharun             | Canadá                 | 49.66   | Q,               |
| 5         | 7       | 3    | Matthew Temple          | Austrália              | 49.85   | Q                |
| 6         | 8       | 4    | Chad le Clos            | África do Sul          | 49.88   | Q                |
| 7         | 8       | 5    | Marius Kusch            | Alemanha               | 49.89   | Q                |
| 8         | 8       | 6    | Simon Bucher            | Áustria                | 50.06   | Q                |
| 9         | 6       | 2    | Yuya Sakamoto           | Japão                  | 50.09   | Q                |
| 10        | 7       | 6    | Yuya Tanaka             | Japão                  | 50.22   | Q                |
| 11        | 8       | 3    | Jakub Majerski          | Polónia                | 50.30   | Q                |
| 12        | 8       | 8    | Jan Šefl                | Chéquia                | 50.44   | Q,               |
| 13        | 8       | 1    | Shaun Champion          | Austrália              | 50.54   | Q                |
| 14        | 7       | 8    | Daniel Zaitsev          | Estónia                | 50.55   | Q                |
| 15        | 7       | 5    | Nyls Korstanje          | Países Baixos          | 50.59   | Q                |
| 16        | 5       | 3    | Adilbek Mussin          | Cazaquistão            | 50.64   | Q,               |
| 17        | 5       | 2    | Mario Mollà             | Espanha                | 50.67   |                  |
| 18        | 8       | 7    | Chen Juner              | China                  | 50.83   |                  |
| 19        | 6       | 1    | José Ángel Martínez     | México                 | 51.06   |                  |
| 20        | 6       | 7    | Nikola Miljenić         | Croácia                | 51.16   |                  |
| 21        | 5       | 6    | Oskar Hoff              | Suécia                 | 51.28   |                  |
| 22        | 5       | 7    | Ádám Halás              | Eslováquia             | 51.34   | Recorde nacional |
| 23        | 6       | 8    | Leonardo Coelho Santos  | Brasil                 | 51.35   |                  |
| 24        | 4       | 2    | Yang Jae-hoon           | Coreia do Sul          | 51.36   | Recorde nacional |
| 25        | 5       | 5    | Wang Kuan-hung          | Taipé Chinesa          | 51.39   |                  |
| 26        | 5       | 8    | Cameron Gray            | Nova Zelândia          | 51.69   |                  |
| 27        | 7       | 7    | Antani Ivanov           | Bulgária               | 51.70   |                  |
| 28        | 4       | 6    | Javier Matta            | Peru                   | 51.77   | Recorde nacional |
| 29        | 4       | 8    | Jesse Ssegonzi          | Uganda                 | 51.90   | Recorde nacional |
| 30        | 5       | 4    | Michael Andrew          | Estados Unidos         | 51.93   |                  |
| 31        | 5       | 1    | Ng Cheuk Yin            | Hong Kong              | 51.94   |                  |
| 32        | 4       | 1    | Eldor Usmonov           | Uzbequistão            | 52.19   |                  |
| 32        | 4       | 3    | Navaphat Wongcharoen    | Tailândia              | 52.19   | Recorde nacional |
| 34        | 4       | 7    | Abeku Jackson           | Gana                   | 52.36   | Recorde nacional |
| 35        | 6       | 6    | Ümitcan Güreş           | Turquia                | 52.94   |                  |
| 36        | 4       | 5    | Mehrshad Afghari        | Irão                   | 52.95   |                  |
| 37        | 3       | 4    | Steven Aimable          | Senegal                | 53.08   | Recorde nacional |
| 38        | 3       | 3    | Carlos Vásquez          | Honduras               | 53.36   | Recorde nacional |
| 39        | 3       | 5    | Ben Hockin              | Paraguai               | 53.87   |                  |
| 40        | 3       | 2    | Tomàs Lomero            | Andorra                | 54.01   | Recorde nacional |
| 41        | 1       | 4    | Isaia Aleksenko         | Marianas Setentrionais | 54.55   |                  |
| 42        | 3       | 6    | Denzel González         | República Dominicana   | 54.90   |                  |
| 43        | 3       | 7    | Collins Saliboko        | Tanzânia               | 55.85   |                  |
| 44        | 2       | 3    | Salem Sabt              | Emirados Árabes Unidos | 55.95   |                  |
| 45        | 2       | 4    | Aidan Carroll           | Gibraltar              | 56.02   |                  |
| 46        | 2       | 8    | James Hendrix           | Guam                   | 56.08   |                  |
| 47        | 3       | 1    | Xavier Ventura          | El Salvador            | 56.38   |                  |
| 48        | 1       | 5    | Batbayaryn Enkhtamir    | Mongólia               | 57.02   | Recorde nacional |
| 49        | 2       | 5    | Paolo Priska            | Albânia                | 57.30   |                  |
| 50        | 3       | 8    | Finau Ohuafi            | Tonga                  | 57.66   |                  |
| 51        | 2       | 6    | Abdulhai Ashour         | Líbia                  | 1:00.26 |                  |
| 52        | 1       | 3    | Kinley Lhendup          | Butão                  | 1:00.99 |                  |
| 53        | 2       | 2    | Simanga Dlamini         | Essuatíni              | 1:03.90 |                  |
| 54        | 2       | 1    | Shawn Dingilius-Wallace | Palau                  | 1:05.18 |                  |
| 55        | 2       | 7    | ElhadjN'Gnane Diallo    | Guiné                  | 1:05.58 |                  |
| 56        | 4       | 4    | Finlay Knox             | Canadá                 | DNS     | DNS              |
| 56        | 6       | 3    | Szebasztián Szabó       | Hungria                | DNS     | DNS              |
| 56        | 7       | 1    | Shaine Casas            | Estados Unidos         | DNS     | DNS              |

### Semifinal
A semifinal ocorreu no dia 17 de dezembro com início às 20:22.
| Colocação | Bateria | Raia | Nadador         | Nacionalidade | Tempo | Notas            |
| --------- | ------- | ---- | --------------- | ------------- | ----- | ---------------- |
| 1         | 1       | 3    | Chad le Clos    | África do Sul | 48.98 | Q                |
| 2         | 1       | 4    | Matteo Rivolta  | Itália        | 49.07 | Q                |
| 2         | 2       | 4    | Noè Ponti       | Suíça         | 49.07 | Q                |
| 4         | 2       | 6    | Marius Kusch    | Alemanha      | 49.20 | Q                |
| 5         | 1       | 5    | Ilya Kharun     | Canadá        | 49.65 | Q,               |
| 6         | 1       | 6    | Simon Bucher    | Áustria       | 49.72 | Q                |
| 7         | 2       | 3    | Matthew Temple  | Austrália     | 49.73 | Q                |
| 8         | 2       | 5    | Youssef Ramadan | Egito         | 49.79 | Q                |
| 9         | 2       | 7    | Jakub Majerski  | Polónia       | 49.86 |                  |
| 10        | 2       | 2    | Yuya Sakamoto   | Japão         | 50.16 |                  |
| 11        | 1       | 2    | Yuya Tanaka     | Japão         | 50.21 |                  |
| 12        | 1       | 1    | Daniel Zaitsev  | Estónia       | 50.48 | Recorde nacional |
| 13        | 2       | 1    | Shaun Champion  | Austrália     | 50.56 |                  |
| 14        | 2       | 8    | Nyls Korstanje  | Países Baixos | 50.59 |                  |
| 15        | 1       | 8    | Adilbek Mussin  | Cazaquistão   | 50.76 |                  |
| 16        | 1       | 7    | Jan Šefl        | Chéquia       | 51.03 |                  |

### Final
A final foi realizada no dia 18 de dezembro com início às 19:42.
| Colocação         | Raia | Nadador         | Nacionalidade | Tempo | Notas            |
| ----------------- | ---- | --------------- | ------------- | ----- | ---------------- |
| Medalha de ouro   | 4    | Chad le Clos    | África do Sul | 48.59 |                  |
| Medalha de prata  | 2    | Ilya Kharun     | Canadá        | 49.03 | WJ,              |
| Medalha de bronze | 6    | Marius Kusch    | Alemanha      | 49.12 |                  |
| 4                 | 3    | Noè Ponti       | Suíça         | 49.25 |                  |
| 5                 | 5    | Matteo Rivolta  | Itália        | 49.32 |                  |
| 6                 | 7    | Simon Bucher    | Áustria       | 49.39 | Recorde nacional |
| 7                 | 1    | Matthew Temple  | Austrália     | 49.67 |                  |
| 8                 | 8    | Youssef Ramadan | Egito         | 49.84 |                  |

Legenda
| Recorde mundial       | Recorde mundial (World record)               |                       | Recorde africano                      | Recorde africano (African) |                                           | Q | Classificado por posição (Qualified) |
| Recorde do campeonato | Recorde do campeonato (Championship record)  | Recorde da América    | Recorde da América (Americas)         | q                          | Classificado por melhor tempo (Qualified) |   |                                      |
| Melhor marca do ano   | Melhor marca do ano (World leading)          | Recorde asiático      | Recorde asiático (Asian)              | DNS                        | Não largou (Did not start)                |   |                                      |
| Recorde nacional      | Recorde nacional (National record)           | Recorde europeu       | Recorde europeu (European)            | DNF                        | Não terminou (Did not finish)             |   |                                      |
| Recorde pessoal       | Recorde pessoal do atleta (Personal best)    | Recorde da Oceania    | Recorde da Oceania (Oceania)          | DSQ / DQ                   | Desclassificado (Disqualified)            |   |                                      |
| Recorde da temporada  | Recorde da temporada do atleta (Season best) | Recorde sul-americano | Recorde sul-americano (South America) | NM                         | Sem marca (No mark)                       |   |                                      |